# Acropogon pilosus
Acropogon pilosus är en malvaväxtart som beskrevs av Philippe Morat och Chalopin. Acropogon pilosus ingår i släktet Acropogon och familjen malvaväxter. Inga underarter finns listade i Catalogue of Life.